# Hartmut Michel
Hartmut Michel (Ludwigsburg, 18 juli 1948) is een Duitse biochemicus en Nobelprijswinnaar.

## Biografie
Na zijn militaire dienstplicht te hebben gehad, ging Michel biochemie studeren aan de Eberhard-Karls-Universiteit Tübingen. Tijdens zijn laatste studiejaar werkte hij aan Dieter Oesterhelts laboratorium aan een onderzoek naar halobacteriën.
In 1986 kreeg hij de Gottfried-Wilhelm-Leibniz-Preis van de Deutsche Forschungsgemeinschaft.
Later werkte hij aan de kristallisatie van membraanproteïnes. Hij kreeg de Nobelprijs voor het onderzoek naar de driedimensionale structuur van een fotosynthetisch reactiecentrum, een onderzoek dat hij samen met Johann Deisenhofer en Robert Huber had uitgevoerd. De drie bepaalden met röntgendiffractie de volgorde van 10.000 atomen in het proteïnecomplex van dit reactiecentrum. Hun onderzoek vergrootte de kennis over de werking van het mechanisme van fotosynthese.
Sinds 1987 is Michel directeur van het Molecular Membrane Biology department aan het Max Planck Institute for Biophysics in Frankfurt am Main. Tevens is hij professor biochemie aan de Wolfgang Goethe Universiteit.